# NGC 7376
NGC 7376 (również PGC 69715) – galaktyka spiralna (S0-a), znajdująca się w gwiazdozbiorze Pegaza. Odkrył ją Albert Marth 29 sierpnia 1864 roku.